# القرن 10 ق م
القرن العاشر قبل الميلاد هو الفترة الزمنية الممتدة من اليوم الأول لعام 1000 ق م إلى اليوم الأخير من عام 901 ق م.
واكب هذا القرن العصر الحديدي المبكر الذي شهد انهيار آمبراطوريات الشرق الأدنى واستمرار العصور المظلمة اليونانية. العصر الفيدى مستمر في الهند .وفي الصين مازالت سلالة زو الحاكمة في السلطة. العصر البرونزي المتآخر في أوروبا مستمر حيث تظهر حضارة أورنفيلد في وسط أوروبا. وفي اليابان بدأت فترة جومون الأخيرة. شهد أخر القرن تأسيس الإمبراطورية الآشورية الحديثة علي يد الملك الأشوري أداد نيراري الثاني.

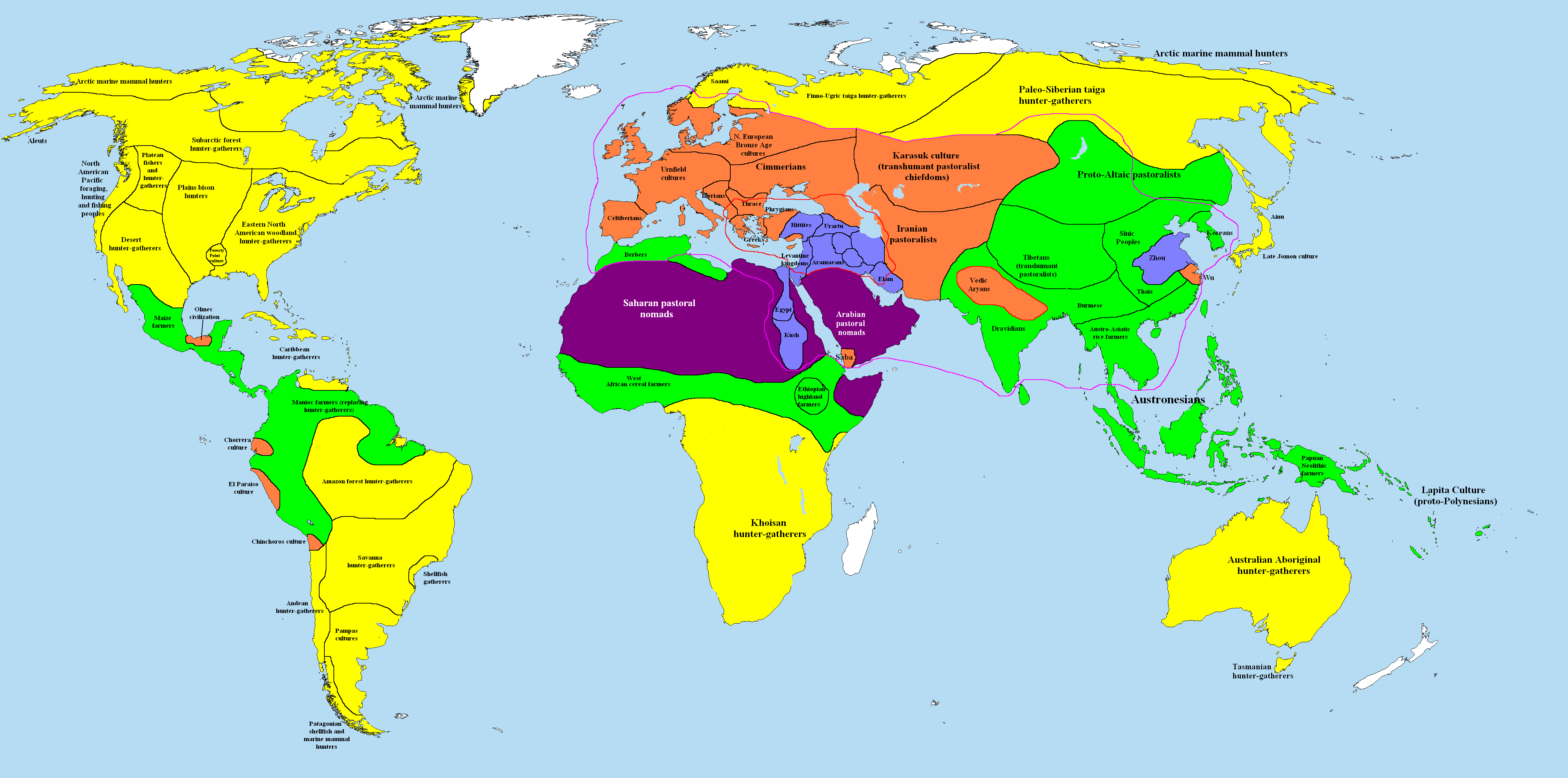
خريطة العالم في سنة 1000 قبل الميلاد

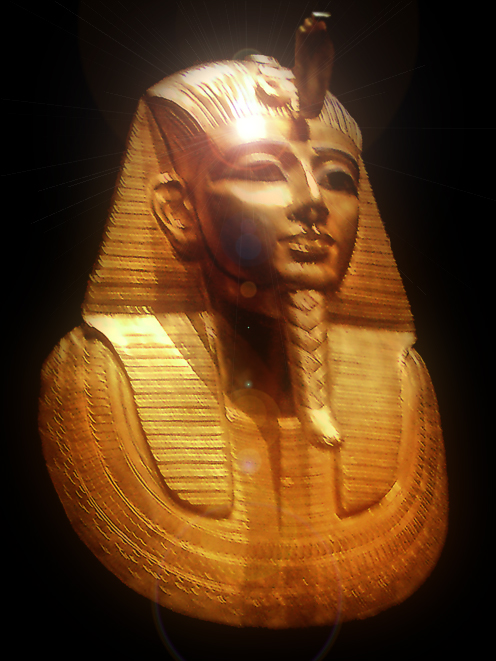
قناع دفن من الذهب للفرعون الفرعون بسوسنس الأول Psusennes I)).

## أحداث
- 995 ق م وفاة الملك جانج وانج من سلالة زو الحاكمة في الصين وخلفه الملك زو وانج.
- 993 ق م وفاة ملك أثينا أرشيبوس وخلفه ابنه ثيرسيبوس.
- 990 ق م وفاة الملك المصري بسوسنس الأول وخلفه ابنه أمون إم اوبت ملكًا من الأسرة المصرية الحادية والعشرون في تانيس.
- 983 ق.م.: وفاة الملك المصري أمون إم اوبت وخلفه ابنه اوسركون الأكبر ملكًا من الأسرة المصرية الحادية والعشرون.
- 977 ق م تولي نبو موكين أبلي عرش مملكة بابل مؤسسا السلالة البابلية الثامنة.
- 977 ق م وفاة الملك زو وانج من سلالة زو الحاكمة في الصين وخلفه الملك مو وانج .
- 977 ق م وفاة الملك المصري اوسركون الأكبر وخلفه ابنه سي أمون ملكًا من الأسرة المصرية الحادية والعشرون.
- 972 ق.م وفاة الملك الأشوري آشور رابي الثاني وخلفه ابنه آشور ريش إيشي الثاني ملكًا لآشور.
- 971 ق.م وفاة ملك مملكة بني إسرائيل النبي داود وخلفه ابنه سليمان ملكًا على بني إسرائيل.
- 967 ق.م بعد هزيمة مملكة آرام صوبا من مملكة إسرائيل . أستغل قائد جيش آرام صوبا روزن بن إيل الفرصة وأعلن نفسه ملكاً على آرام دمشق.
- 967 ق.م وفاة الملك الأشوري آشور ريش إيشي الثاني وخلفه ابنه تغلث فلاسر الثاني ملكًا لآشور.
- 959 ق م وفاة الملك المصري سي أمون وخلفه ابنه بسوسنس الثاني ملكًا من الأسرة المصرية الحادية والعشرون.
- 957 ق م ملكبنو إسرائيل سليمان يكمل بناء الهيكل الأول في القدس.
- 952 ق م وفاة ملك أثينا ثيرسيبوس وخلفه ابنه فورباس.
- 950 ق م منليك الأول ابن سليمان و ملكة سبأ يؤسس مملكة إثيوبيا مؤسسا السلالة السليمانية التي حكمت الحبشة.
- 943 ق م وفاة الملك وو من سلالة زو الحاكمة في الصين وخلفه الملك شينج وانج
- 945 ق م وفاة أخر ملوك الأسرة المصرية الحادية والعشرون وخلفه زوج ابنته شيشنق الأول مؤسس الأسرة المصرية الثانية والعشرون في تانيس.
- 943 ق م وفاة الملك البابلي نبو موكين أبلي وخلفه ابنه نينورتا خذرصر الثاني ملكا لبابل.
- 942 ق م وفاة الملك البابلي نينورتا خذرصر الثاني وخلفه اخيه مار بيطي أخي إيدينا ملكا لبابل.
- 935 ق.م: وفاة الملك الأشوري تغلث فلاسر الثاني وخلفه ابنه آشور دان الثاني ملكًا لآشور.
- 925 ق.م.: وفاة ملك

```
بنو إسرائيل
 
سليمان
 وخلفه ابنه 
رحبعام بن سليمان
.
```

- 925 ق م بايع سبطا يهوذا وبنيامين رحبعام بن سليمان ملكا ورفض الأسباط العشرة الآخرون مبايعته لخلاف نشب بينهم فأنقسمت مملكة إسرائيل الي مملكة يهوذا في الجنوب و مملكة إسرائيل (الشمالية) (السامرة) في الشمال وأول ملوكها يربعام بن نياط
- 924 ق م وفاة الملك المصري شيشنق الأول وخلفه ابنه أوسركون الأول ملكا من الأسرة المصرية الثانية والعشرون.
- 922 ق م وفاة الملك مو وانج من سلالة زو الحاكمة في الصين وخلفه الملك جونج وانج.
- 922 ق م وفاة ملك اثينا فورباس وخلفه ابنه ميجاسليس.
- 921 ق م وفاة الملك الملك شينج وانج من سلالة زو الحاكمة في الصين وخلفه الملك جانج وانج.
- 914 ق م وفاة ملك يهوذا رحبعام بن سليمان وخلفه ابنه أبيام.
- 913 ق م وفاة الملك البابلي مار بيطي أخي إيدينا وخلفه اخيه شمش مدامق ملكا لبابل.
- 912 ق م وفاة الملك الأشوري آشور دان الثاني وخلفه ابنه أداد نيراري الثاني ملكًا لآشور.
- 912 ق م وفاة ملك يهوذا أبيام وخلفه ابنه آسا.
- 912 ق م وفاة الملك الأشوري آشور دان الثاني وخلفه ابنه أداد نيراري الثاني ملكا لأشور.
- 909 ق م وفاة ملك إسرائيل الشمالية يربعام وخلفه ابنه ناداب ملك إسرائيل.
- 900 ق م ظهور الحضارة الفيلانوية أول ثقافات  العصر الحديدي في وسط وشمال إيطاليا.
- 900 ق م أسس لاكديمون اسبرطة بتجمع أربع قرى (لمناي، ميسوا، كينوسورا، بيتاني) في جنوب شرق إقليم بيلوبونيز.